# دیوید لوئیس (تنیس‌باز)
دیوید لوئیس (انگلیسی: David Lewis؛ زاده ۳ سپتامبر ۱۹۶۴) یک تنیس‌باز اهل نیوزیلند است.